# Théodore Ungerer
Théodore Ungerer (Strasburgo, 27 luglio 1894 – Alsazia-Lorena, 5 settembre 1935) è stato un orologiaio e storico tedesco.

## Biografia
Insieme al fratello Alfred fu allievo, impiegato e successore di Jean-Baptiste Schwilgué nella cura dell'orologio astronomico di Strasburgo, città in cui gestì un laboratorio di orologeria. Nel 1924, i fratelli lasciarono in eredità la loro vasta collezione di movimenti di orologi al Musée des Arts Décoratives nel Palais Rohan di Strasburgo, fondando così la Sala degli Orologi e dell'Astronomia, in cui sono conservati parti originali del primo orologio astronomico della cattedrale di Strasburgo.
Nel 1930, in occasione del rifacimento del campanile del duomo di Messina, Ungerer fu chiamato dall'arcivescovo della città Angelo Paino alla progettazione dell'orologio astronomico di Messina, il più grande e complesso orologio astronomico del mondo.
Suo figlio fu il pittore e disegnatore Tomi Ungerer.

### Disegni del progetto originale per l'orologio astronomico di Messina

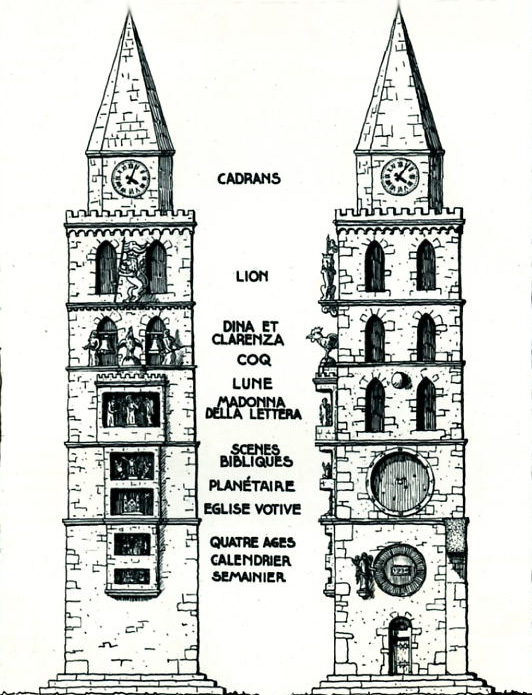
Modello della torre
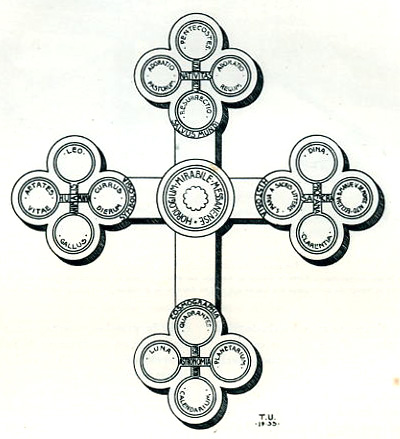
Modello rappresentante la divisione logica della macchina
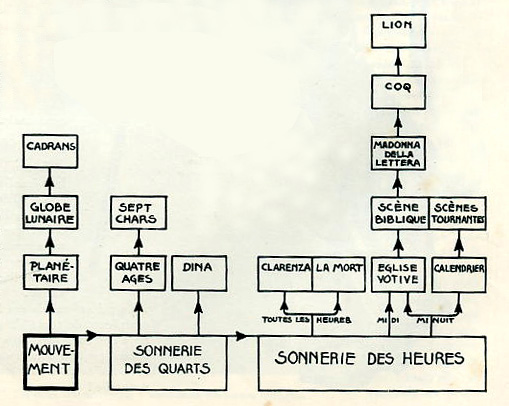
Modello rappresentante la sequenza di attivazione delle diverse parti
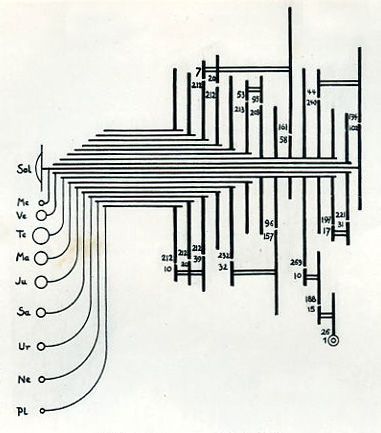
Modello rappresentante i diversi rapporti degli ingranaggi del planetario
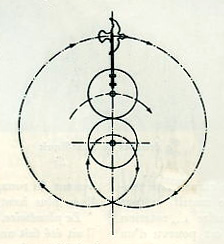
Modello rappresentante il funzionamento della colomba della scena del santuario di Montalto
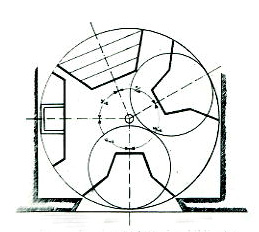
Modello rappresentante la divisione del carosello delle scene bibliche

## Opere principali
- Les Habrecht, une dynastie d’horlogers Strasbourgeois au XVI i et au XVIIe siécle, Strasburgo 1925.
- La prétendue Horloge de Table de Philippe le Bon, Duc de Bourgogne 1430. In: L’Horloger, novembre 1930.
- Die astronomische Uhr des Strassburger Münsters – Geschichte, Beschreibung, der Gang des Werkes, 1965 - 12ª edizione (prima edizione del 1922 dal titolo Alfred e Théodore Ungerer, L'horloge astronomique de la Cathedrale de Strasbourg)